# عملیات زرادخانه
عملیات زرادخانه (به لهستانی: Akcja pod Arsenałem) نخستین عملیات مهم سربازان خاکستری جنبش مقاومت لهستان هنگام اشغال نظامی لهستان توسط نیروهای آلمان در جریان جنگ جهانی دوم بود. این عملیات در ۲۶ مارس ۱۹۴۳ در ورشو صورت پذیرفت. این عملیات در مقابل زرادخانه ورشو انجام شد و نامش را از این مکان می‌گیرد.
هدف این عملیات، رهایی یان بیتنار، رهبر این گروه شبه‌نظامی (با نام مستعار «رودی») از دست نیروهای آلمانی بود که به همراه پدرش توسط گشتاپو دستگیر شده بودند. این عملیات توسط ۲۸ پیشاهنگ به رهبری استانیسواف برونیفسکی، فرماندهٔ پیشاهنگان ورشو (با نام مستعار «اورشا») اجرا شد. آغازگر و فرمانده «گروه ضربت» تادئوش زاوادسکی (با نام مستعار «زوشکا») بود.
این عملیاتِ موفق، منجر به آزادی یان بیتنار و ۲۴ زندانی دیگر از جمله یکی دیگر از رهبران «گروه طوفان» به نام هنریک اوستروفسکی (با نام مستعار «هنریک») و ۶ زن دیگر شد که در یک اتوبوس زندان در حالِ انتقالِ از زندان پاویاک به ستاد گشتاپو در «خیابان شوخا» بود. یان بیتنار چهار روز بعد به دلیل جراحات ناشی از شکنجه نیروهای آلمانی هنگام بازجویی درگذشت. هر دو بازجوی او که «هوبرت شولتس» و «ایوالت لانگه» نام داشتند، ظرف دو ماه آتی توسط سربازان خاکستری ترور شدند.